# Coelogyne glandulosa
Coelogyne glandulosa é uma espécie de orquídea epífita, família Orchidaceae, originária das montanhas Nilgiri e Palni, no sul da Índia. Existem três variedades: bournei, glandulosa e sathyanarayanae.